# Iryna Pivovarova
Iryna Pivovarova (in ucraino Ірина Півоварова?; Donec'k, 24 giugno 1970) è un'ex cestista ucraina, fino al 1991 sovietica.

## Carriera
Con l'Ucraina ha disputato i Campionati europei del 1997.